# Lago de Lugano
Lago de Lugano (Lago di Lugano ou Ceresio em italiano) é um lago localizado entre o sudeste da Suíça e o norte da Itália. O lago está situado entre o Lago Maggiore e o Lago di Como.